# Amomum andamanicum
Amomum andamanicum ist eine Pflanzenart aus der Gattung Amomum innerhalb der Familie der Ingwergewächse (Zingiberaceae).  Sie ist ein Endemit der im östlichen Indischen Ozean gelegenen Inseln der Andamanen.

## Beschreibung

### Vegetative Merkmale
Amomum andamanicum wächst als ausdauernde, krautige Pflanze, die Wuchshöhen von 0,6 bis 0,9 Metern erreichen kann. Die schlanken unterirdischen Rhizome 0,4 bis 1 Zentimeter dick und sind außen mit zahlreichen, sich dachziegelartig überlappenden Schuppen bedeckt. Die kahlen Schuppen sind bei einer Länge von 1,5 bis 2,5 Zentimetern länglich-eiförmig und haben eine spitze bis abgerundete Spitze. Von jedem Rhizom gehen mehrere Sprossachsen ab, welche an der Basis 1 bis 1,5 Zentimeter dick sind. Es werden auch sogenannte „Pseudostämme“ gebildet, welche eine angeschwollene Basis haben. An der Basis haben die Stängel unbehaarte Blattscheiden, welche zwischen 1,2 und 2 Zentimeter breit sind. Die Blatthäutchen sind auf beiden Seiten kahl und werden 0,3 bis 0,6 Zentimeter lang; ihr oberes Ende ist gestutzt oder eingekerbt.
Jeder Stängel besitzt mehrere Laubblätter. Die wechselständig angeordneten, zweizeiligen Laubblätter sind in Blattstiel und Blattspreite gegliedert. Der kahle Blattstiel ist 3 bis 7,5 Zentimeter lang und ist an der Oberseite gefurcht. Die einfache Blattspreite ist bei einer Länge von 35 bis 60 Zentimetern und einer Breite von 3,5 bis 7 Zentimetern lanzettlich bis elliptisch-lanzettlich mit ungleichseitiger Blattbasis und zugespitztem oberen Ende. Die dunkelgrüne Blattoberseite ist unbehaart während die silbrige Blattunterseite mit angedrückten Haaren besetzt ist. Die kahle Mittelrippe ist grün und die Blätter weisen zahlreiche, parallel verlaufende Blattnerven auf. Die Blattränder sind ganzrandig und etwas gewellt.

### Generative Merkmale
Die Blütezeit sowie die Fruchtreife von Amomum andamanicum umfasst die Monate Februar bis Oktober. Direkt aus dem Rhizom, unterhalb der Basis der „Pseudostämme“ entwickelt sich auf einem 0 bis 0,5 Zentimeter langen, mit schuppenförmigen Blattscheiden bedeckten Blütenstandsschaft ein Blütenstand, der 3,5 bis 6,5 Zentimeter lang und 2 bis 2,5 Zentimeter breit ist und in dem die acht bis zehn Blüten dicht zusammen stehen. Es blühen dabei aber immer nur eine bis zwei Blüten zur selben Zeit. Die grünen bis orange-violetten unbehaarten Tragblätter sind bei einer Länge von 2,7 bis 3,3 Zentimetern sowie einer Breite von 2,3 bis 3 Zentimetern eiförmig; ihre Spitze endet in einem kleinen Zipfel. Die membranartigen, nicht röhrenförmigen und weißen Deckblätter sind bei einer Länge von 3,7 bis 4,5 Zentimeter sowie einer Breite von 1,1 bis 1,5 Zentimeter verkehrt-lanzettlich, ihre rosarote Spitze ist spitz.
Die zwittrigen, blass gelben Blüten sind bei einer Länge von 6 bis 7 Zentimetern zygomorph und dreizählig mit doppelten Perianth. Die drei unterschiedlich großen, unbehaarten, weißen Kelchblätter sind röhrenförmig miteinander verwachsen und sind 2,7 und 3,2 Zentimeter lang und zwischen 0,7 und 0,8 Zentimeter breit. Zwei der drei Kelchblätter weisen an der Spitze, welche auch mit ein paar Haaren besetzt sein kann, einen Schnabel auf. Die blassgelben und an der Basis dunkel weinroten Kronblätter sind zu einer 3,1 bis 3,4 Zentimeter langen Kronröhre mit drei blassgelben Kronlappen verwachsen, die an der Innenseite dicht behaart sind. Der mittlere unbehaarte Kronlappen ist bei einer Länge von 3,3 bis 3,4 Zentimetern und einer Breite von 1,5 bis 1,6 Zentimetern verkehrt-eiförmig mit taschenförmigen und beschnabelten oberen Ende. Die beiden seitlichen, unbehaarten Kronlappen sind bei einer Länge von 3,1 bis 3,2 Zentimetern sowie einer Breite von 1,2 bis 1,3 Zentimetern etwas kleiner, verkehrt-lanzettlich geformt und nahe der Spitze nach innen gefaltet. Nur das mittlere der 2,3 bis 2,6 Zentimeter langen Staubblätter des inneren Kreises ist fertil; es besitzt einen 0,9 bis 1 Zentimeter langen und rund 0,3 Zentimeter breiten, an der Innenseite fein behaarten Staubfaden. Die zwei blassgelben Hälften des Staubbeutels sind bei einer Länge von 1,1 bis 1,3 Zentimetern und einer Breite von rund 0,1 Zentimetern länglich geformt. Ein paar der Staminodien des inneren Kreises sind zu einem blassgelben und in der Mitte roten, verkehrt-eiförmigen Labellum verwachsen, welches 3,3 bis 3,5 Zentimeter lang und 2,7 bis 3 Zentimeter breit ist. Das Labellum hat einen schrumpelig wirkenden, etwas gekerbten Rand und ist an der Innenseite entlang der Mittelachse dicht mit Haaren besetzt. Die seitlichen, an der kahlen Spitze blassgelben und an der flaumig behaarten Basis roten Staminodien sind etwa 0,5 Zentimeter lang. Drei Fruchtblätter sind zu einem dreikammerigen und etwa 0,5 Zentimeter langen und rund 0,4 Zentimeter breiten, flaumig behaarten Fruchtknoten verwachsen mit zahlreichen Samenanlagen in jeder Fruchtknotenkammer. Der etwa 4,9 Zentimeter lange Griffel ist länglich. Die fast kugelförmige Narbe hat einen Durchmesser von rund 1 Millimeter.
Jeder Blütenstand kann zwei bis sieben Kapselfrüchte bilden, welche sich in einem 11 bis 18,5 Zentimeter langen und 4 bis 4,5 Zentimeter breiten Fruchtstand befinden. Die bei einem Durchmesser von 1,5 bis 2,5 Zentimetern kugelförmigen Kapselfrüchte sind zur Reife grün gefärbt. Sie besitzen eine flaumig behaarte, zehn- bis zwölffach gefurchte Oberfläche und enthalten viele Samen. Die schwarzen Samen werden 3 bis 4 Millimeter lang und besitzen einen weißen Arillus.

## Vorkommen
Das natürliche Verbreitungsgebiet von Amomum andamanicum liegt auf den zu Indien gehörenden und im östlichen Indischen Ozean gelegenen Inseln der Andamanen. Es umfasst dort soweit bisher bekannt die beiden Inseln North Andaman Island und South Andaman Island. Man findet sie dort in immergrünen Wäldern in Höhenlagen 200 bis 250 Metern, wo sie entlang von Fließgewässern sowie in Hanglagen und an Waldrändern wächst.

## Taxonomie
Die Erstbeschreibung als Amomum andamanicum erfolgte 2010 durch V. P. Thomas, Mathew Dan und Mamiyil Sabu in Blumea, Band 55, Nummer 3, Seite 295. Das Artepitheton andamanicum verweist auf das Vorkommen der Art auf den Andamanen.